# Christian Gottfried Poser

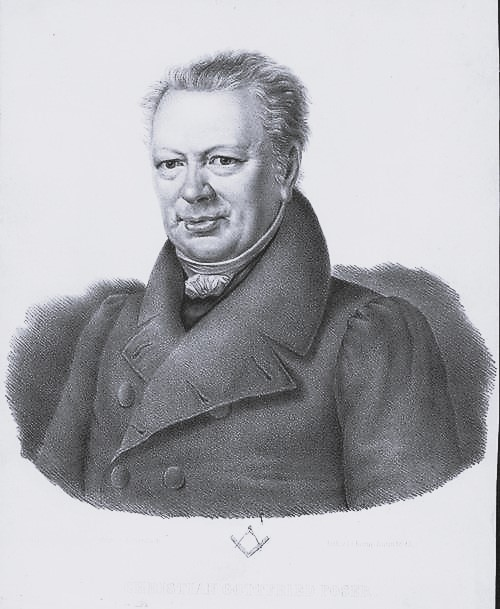
Christian Gottfried Poser, Lithographie von Jacob Jensen Hörup (1843)

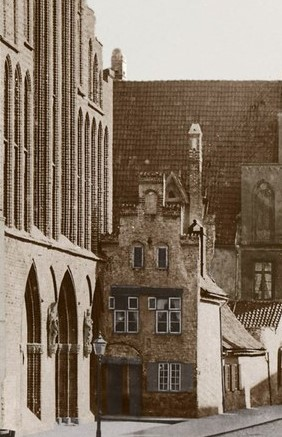
Kustoshaus an St. Katharinen in den 1860er Jahren; Posers Wohnung befand sich im Kreuzgang (Umgang) dahinter

Christian Gottfried Poser (* 1. Mai 1771 in Lübeck; † Anfang November 1852 ebenda) war ein deutscher Pädagoge und Freimaurer.

## Leben
Christian Gottfried Poser war ein Sohn des Brauers Johann Gottfried Poser und dessen Frau Anna Catharina, geb. Koch. Er studierte Evangelische Theologie an den Universitäten Jena und Leipzig. Fünfzehn diesbezügliche Eintragungen in seinem in der Stadtbibliothek Lübeck erhaltenen Stammbuch (Freundschaftsalbum) bezeugen, dass er 1792 am Auszug Jenaer Studenten nach Nohra (Grammetal) beteiligt war. Aus Protest gegen die Verlegung von Militär in ihre Stadt im Zuge der von den Schokoladisten ausgelösten Studentenunruhen zog am 19. Juli 1792 ein großer Teil der Studenten aus Jena bis nach Nohra, dem ersten Ort außerhalb des Fürstentums, um hier für ihre Rechte zu streiten. Nachdem die Weimarer Minister ihre Forderungen erfüllten, zogen sie wieder nach Jena zurück. Neben dem Besuch der theologischen Lehrveranstaltungen betrieb er literarische und physikalische Studien. 
Nach Abschluss seines Studiums kehrte Poser nach Lübeck zurück, wo er zum Kandidaten des Geistlichen Ministeriums ernannt wurde. Wie damals üblich, war er zunächst als Lehrer tätig, woraus seine Lebensaufgabe wurde. Als sein Freund Carl Friedrich Christian von Großheim 1800 eine Privatschule eröffnete, erhielt Poser hier eine Stelle als Lehrer. Bereits im folgenden Jahr erhielt er am 7. September 1801 die Berufung zum Collaborator am Katharineum zu Lübeck. 1802 gab er seine Anwartschaft auf das geistliche Amt ganz auf, als er neben Johann Niklas Bandelin fest angestellter College am Realzweig der Schule wurde, der im Zuge der Schulreform des Rektors Friedrich Daniel Behn neu eingerichteten Bürgerschule. Poser wurde in den folgenden 40 Jahren zu ihrer prägenden Lehrergestalt. 1806 erlebte er die Schlacht von Lübeck und die Besetzung der Stadt durch französische Truppen; dabei wurde er auf der Straße überfallen und ausgeplündert. Zu seinen Schülern zählten Emanuel Geibel, Carl Friedrich Wehrmann, Ernst Deecke und Wilhelm Mantels. Er unterrichtete vor allem Naturwissenschaften, aber auch Geographie und Geschichte. Auf seine Initiative hin wurden erstmals physikalische Lehrmittel und Instrumente erworben, darunter eine schon 1808 erwähnte monumentale Reibungselektriziermaschine. Mehrfach hielt er populärwissenschaftliche Vorträge in der Gesellschaft zur Beförderung gemeinnütziger Tätigkeit, so 1814 über Cementkupfer, 1815 über Dämpfe und 1816 Über den Magnet. Der Gemeinnützigen diente er seit 1802 auch als Vorsteher ihrer Schwimmschule. Seine „mit wissenschaftlichem Fleiss und eigener Kenntniss“ zusammengetragene „lehrreiche Sammlung“ zur Physik wurde so bekannt, dass sie 1814 in einem Reiseführer erwähnt wurde.
Posers nachlassendes Augenlicht zwang ihn, 1841 aus dem Lehrberuf auszuscheiden. Die fünfzigste Wiederkehr des Tages seiner Ernennung zum Collaborator bot jedoch seinen zahlreichen Schülern 1851 noch einmal Anlass, Poser zu ehren. Er blieb in seiner Dienstwohnung in der Schule im ehemaligen Katharinenkloster wohnen; das Adressbuch für 1852 verzeichnet als seine Wohnung immer noch Nr. 651, im Umgang zu St. Catharinen. 
Poser war jahrzehntelang als Freimaurer engagiert. Viele Jahre war er Meister vom Stuhl der 1779 gegründeten zweiten Lübecker Johannisloge Zur Weltkugel. Unter seiner Leitung erwarb die Loge das Grundstück Mengstraße 7 und baute dort ein eigenes Logenhaus, das in den folgenden Jahrzehnten mehrfach erweitert wurde. 1838, bei der Saecular-Feier der Einführung der Freymaurerey in Hamburg, ernannte ihn die Hamburger Loge Absalom zum Ehrenmitglied.
In erster Ehe hatte Poser 1805 Anna Margareta, geb. Barnieske geheiratet. Sie starb jedoch schon 1806 im Wochenbett. 1807 heiratete er in zweiter Ehe in Ratekau die Pastorentochter Sara Elisabeth Schroedter. Die Tochter Wilhelmine (* 8. September 1806) aus erster Ehe heiratete den Ältesten der Schonenfahrer Georg Christian Green (1804–1845).
Er wurde auf dem Burgtorfriedhof im Feld G 2, dem korporativen Grab des Katharineums beigesetzt.